# Parada de Todeia
Parada de Todeia es una freguesia portuguesa del concelho de Paredes, con 3,64 km² de superficie y 1.844 habitantes (2001). Su densidad de población es de 506,6 hab/km².